# Ериклер
Ериклер или Ереклер или Ериклери (на турски: Erikler) е село в Източна Тракия, Турция, околия Лозенград, вилает Лозенград

## География
Селото се намира на 12 километра северозападно от вилаетския център Лозенград (Къркларели).

## История
В XIX век Ериклер е село в Лозенградска кааза на Одринския вилает на Османската империя. Според „Етнография на вилаетите Адрианопол, Монастир и Салоника“, издадена в Константинопол в 1878 година и отразяваща статистиката на населението от 1873 година Ериклер (Erikler) е село със 160 домакинства и 315 жители мюсюлмани и 378 българи.
Според статистиката на професор Любомир Милетич в 1912 година в Ериклер живеят 75 български екзархийски семейства.
При избухването на Балканската война в 1912 година двама души от Ериклер са доброволци в Македоно-одринското опълчение.
Българското население на Ериклер се изселва след Междюсъюзническата война в 1913 година, когато селото остава в Турция.

## Личности
Родени в Ериклер
- Атанас Гьорков (1878 - ?), деец на ВМОРО, участник в Илинденско-Преображенското въстание в 1903 година с четата на Лазар Маджаров в Одринско[4]
- Георги Стоянов Кирков (1877 – след 1943), македоно-одрински опълченец, кантонер, неграмотен, служил в 1-ва рота на Лозенградската партизанска дружина, начело с Димитър Аянов, 4 рота на 15 щипска дружина;[5] на 22 март 1943 година като жител на Бургас подава молба за българска народна пенсия, която е е одобрена и пенсията е отпусната от Министерския съвет на Царство България[6]
- Димитър Стефанов (1884 - ?), деец на ВМОРО, участник в Илинденско-Преображенското въстание в 1903 година с четата на Лазар Маджаров в Одринско[4]
- Стойко Георгиев (1879 - ?), деец на ВМОРО, участник в Илинденско-Преображенското въстание в 1903 година с четата на Лазар Маджаров в Одринско[4]
- Траян Камбуров (1880 - след 1943), деец на ВМОРО
- Яни Стоянов (1877 – ?), македоно-одрински опълченец, 1 рота на Лозенградската партизанска дружина[7]

Починали в Ериклер
- Ангел Димов Войников, български военен деец, младши подофицер, загинал през Балканската война[8]